# ییرژی یلینک (ترومپت‌نواز)
ییرژی یِلینک (چکی: Jiří Jelínek; ۶ ژوئیهٔ ۱۹۲۲ – ۱۶ اکتبر ۱۹۸۴) نقاش، تصویرگر، ترومپت نواز سبک جاز و خوانندهٔ محبوب اهل کشور چکسلواکی بود.او یکی از اسطوره‌های موسیقی تئاتر سمافور در دهه ۱۹۶۰ بود. صدای خشن آواز او - شبیه به صدای لویی آرمسترانگ باعث شد که به او لقب «ساچمو چک» را بدهند.